# Charles Baron Clarke
Charles Baron Clarke ( 17 de junio de 1832, Andover, Hampshire-25 de agosto de 1906) fue un botánico, pteridólogo inglés

## Biografía
Era hijo de Turner Poulter Clarke y de Elizabeth Parker. Estudia en el King's College de Londres de 1846 a 1852, y luego en el Trinity College, Cambridge, de 1852 a 1856, donde se gradúa de Bachiller de Artes; y su Master de Artes en el "Lincoln’s Inn" en 1859.
Enseñó en el "The Queen's College" de Oxford de 1856 a 1865 hasta ser Presidente del Colegio de Calcuta.; y dirigió el jardín botánico de la ciudad de 1869 a 1871.
Estudió la flora de Cachemira y de la India.
Trabajó en los Reales Jardines Botánicos de Kew hasta su deceso en 1906.

## Algunas publicaciones
- A class-book of geography. Ed. Macmillan and Co. 280 pp. 1878

- Review of the ferns of Northern India. 1879. Ed. Taylor & Francis. 195 pp. Reeditó Bishen Singh Mahendra Pal Singh. 1984

- Commelinacae. 1881

- Crytandraceea. 1883

- On the Indian special of Cyperus: with remarks on some others that specially illustrate the sub-divisions of the genus. Ed. Linnean Society. 202 pp. 1884. Reeditó Kessinger Publ. LLC, 2009. 226 pp. ISBN 112080069

- Philippine Acanthaceae

- The Subsubareas of British India

- Speculations From Political Economy. Ed. Macmillan. 108 pp. 1886

- A list of the flowering plants, ferns, and mosses collected in the immediate neighbourhood of Andover

- New Philippine Acanthaceæ. 1906

- The Cyperaceae of Costa Rica. Volumen 10, Nº 6. 29 pp. 1907. Reeditó BiblioBazaar, 2010. 44 pp. ISBN 1149633883

- Cyperaceae of the Philippines: a list of the species in the Kew Herbarium. 1907

- New genera and species of Cyperaceae. Volumen 8 de Bulletin of miscellaneous information (Royal Botanic Gardens, Kew): Additional series. 196 pp. 1908

- Illustrations of Cyperaceae. Ed. Williams & Norgate. 292 pp. 1909. Reeditó General Books LLC, 2010. 62 pp. ISBN 1152329057

## Honores
Miembro de numerosas sociedades científicas
- Royal Society, electo el 8 de junio de 1882
- Sociedad linneana de Londres (que preside de 1894 a 1896)
- Sociedad geológica de Londres

- La abreviatura «C.B.Clarke» se emplea para indicar a Charles Baron Clarke como autoridad en la descripción y clasificación científica de los vegetales.[1]

## Fuente
- Allen G. Debus (dir.) (1968). World Who’s Who in Science. A Biographical Dictionary of Notable Scientists from Antiquity to the Present. Marquis-Who’s Who (Chicago): xvi + 1855 p.